# StartCom Certification Authority
StartCom Certification Authority （スタートコム認証局）は2005年イスラエル・エイラートにて認証が開始された。

## 概要
「スタートコム認証局」を管理しているのはスタートコムという会社で、StartCom Linuxの開発・管理も行っている。
スタートコム認証局から発行された電子署名書に StartSSL™　が表示される。
スタートコム　CA　では 様々な PKI（Public Key Infrastructure　パブリック　キー下部組織） が発行できる。無料署名書・セキュリティートークンも含まれている。
スタートコム認証局から発行された証明書には、証明書ポリシーの範囲内方針によってすべてが保証されている。
2016年8月、中国の認証サービス会社WoSignがスタートコムを買収していたことが発覚した。また日付を偽装して証明書を発行しており、技術的に脆いSHA-1を使っていた、サブドメインの管理権限しかなくともドメイン全体の証明書を発行するなどの杜撰さなどからMozillaはWoSignをブロックする方針を決めた。WoSignの証明書はスタートコムとクロス署名されていることから無効してもアクセスが可能となってしまう。
2017年3月22日にルート証明書を新しくしたようである。また、発行者の国コードがIL(イスラエル)からES(スペイン)に変更されている。
2017年11月16日に、2017年いっぱいで新規証明書の発行を停止し、事業から撤退すると発表した。

## 対応要件
- Web サーバの証明書
- クライアントとメール証明書
- Microsoft® Windows® Logon
- 128/256-バイト 暗号化